# Vapenrock

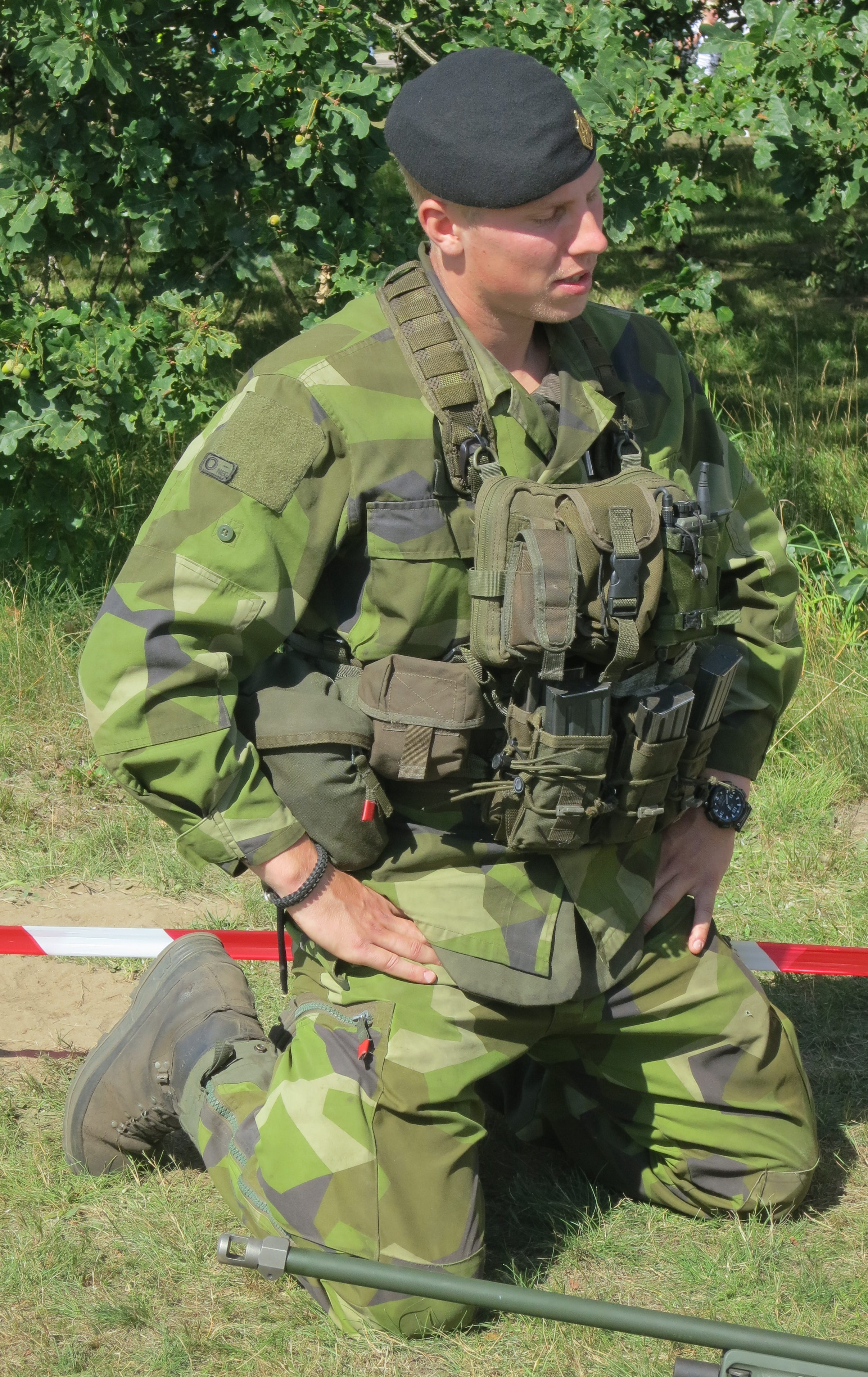
Soldat iförd Fältuniform 90, en uniform av typen M90. Den övre delen kallas för vapenrock.

Vapenrock (fornsvenska: vapnrokker, paltrokker, jämför tyska: Wappenrock, Waffenrock) kallades den långa, vida rock, som riddarna under senare delen av medeltiden vanligen bar utanpå rustningen.
Under 1800-talet återupptogs benämningen för att beteckna en kort rock som var försedd med en eller två knapprader och ståndkrage. Vapenrock, senare tids modeller med nedvikt krage, har använts i de flesta länders militära uniformer.

Vapenrock utanpå riddarens rustning
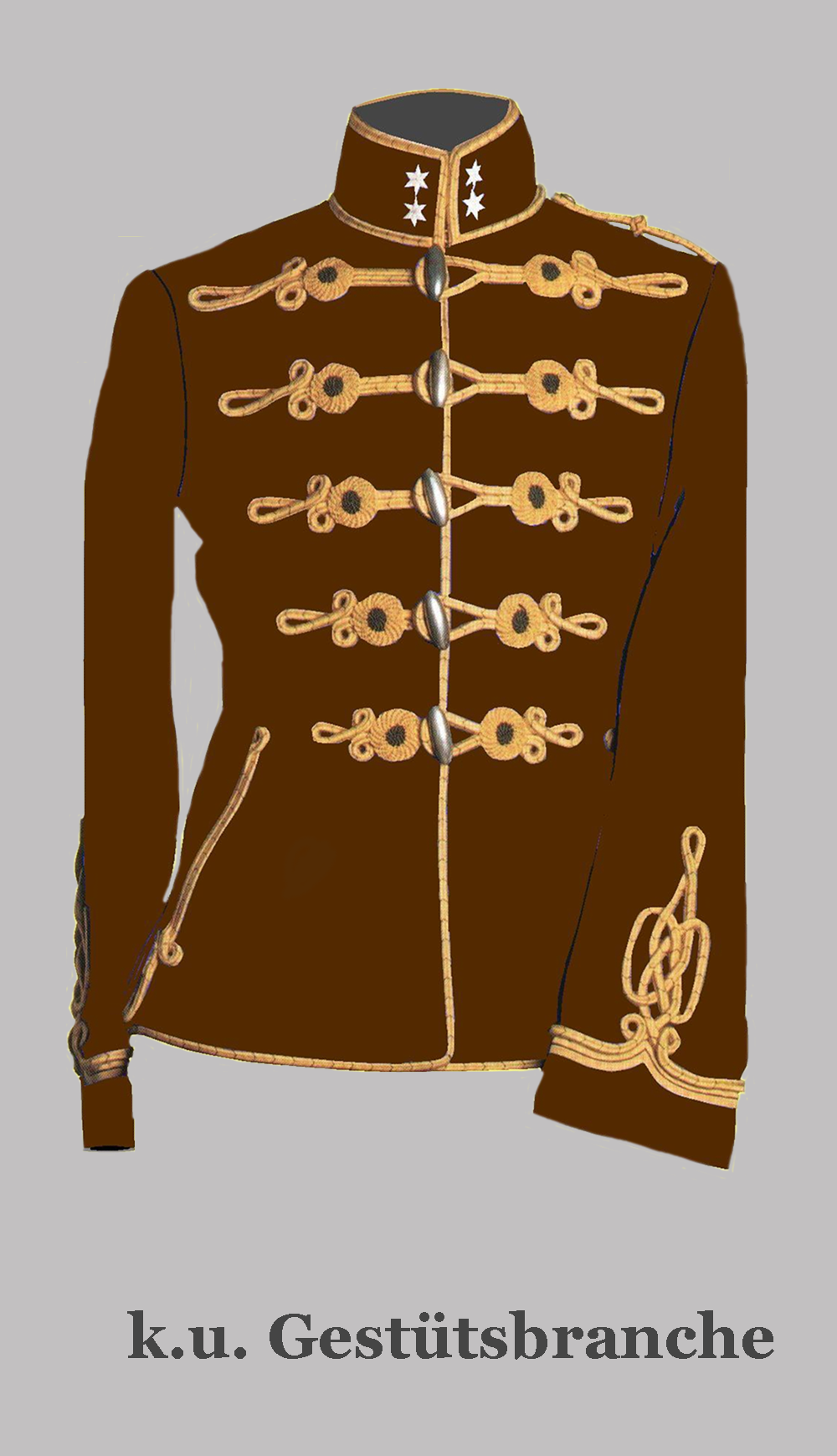
Vapenrock, 1800-talsmodell (attila)